# David Col

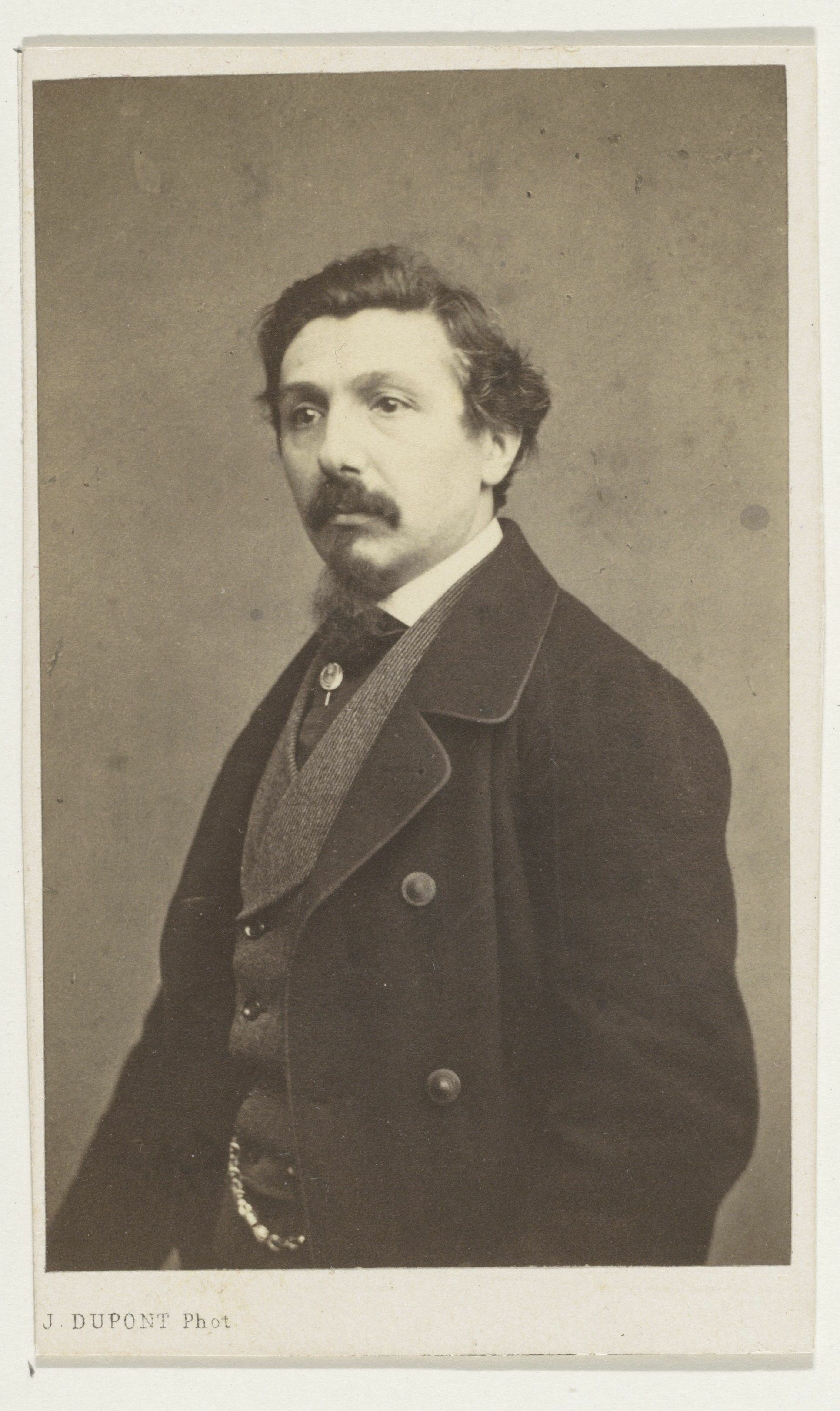
David Col

Jan David Col (* 6. April 1822 in Antwerpen; † 19. Februar 1900 ebenda) war ein belgischer Genremaler.
Jan David Col studierte an der Koninklijke Academie voor Schone Kunsten van Antwerpen bei Nicaise de Keyser.
Vom  Anfang an malte er humorvolle und anekdotische Genreszenen aus dem Leben seiner Zeitgenossen.
Schon seine erste Ausstellung im Jahr 1846 brachte ihm Erfolg. In seinen frühen Werken ist der Einfluss von Jean-Baptiste Madou und Ferdinand de Braekeleer bemerkbar.

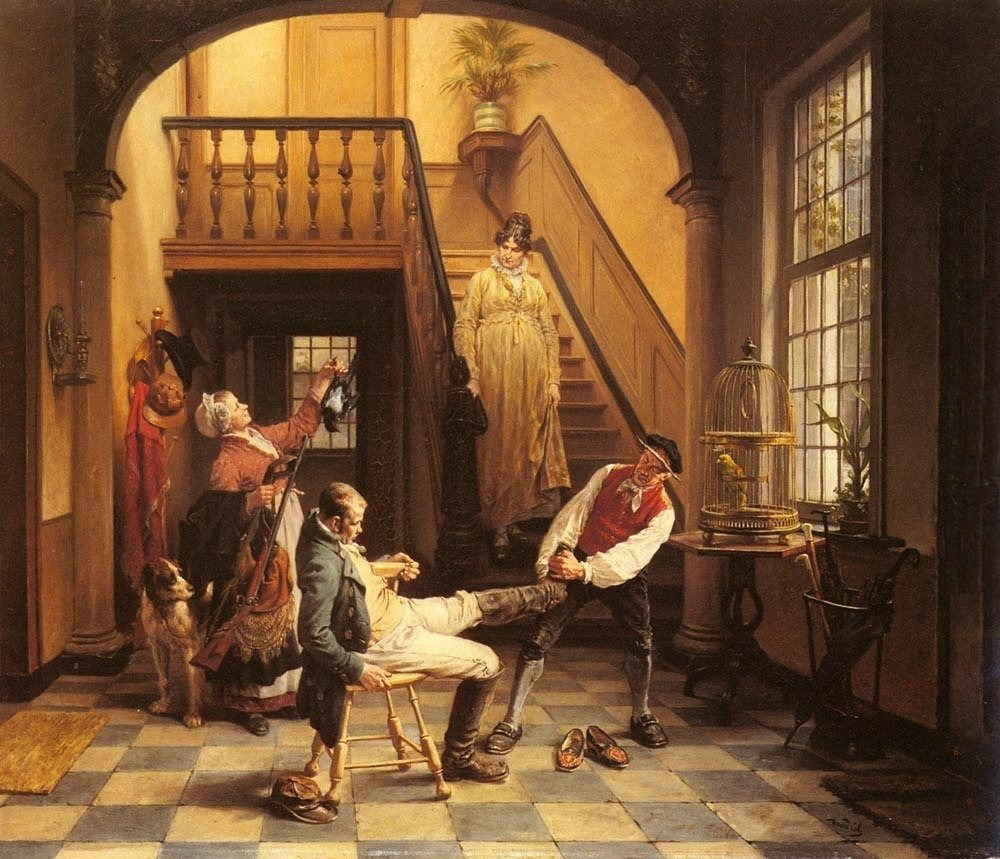
Nach der Jagd

Beim Malen seiner Genrebilder wandte er sich um Hilfe an Eugène Rémy Maes (Geflügel),  Henriëtte Ronner-Knip (Katzen), und Constant Boon (Blumen und Früchte).